# Timbales (música latina)
Los timbales, también denominado timbal, timbaletas, pailas, tarolas tropicales, minitoms o minitarolas, es un instrumento musical membranófono compuesto por tambores cilíndricos, de un solo parche, con armazón de metal, más cortos que los tom toms y afinados más agudos, que se pueden acompañar con percusión auxiliar.
Guarda una vaga similitud con la batería, pero se diferencia de aquella en que apenas se usan dos tambores, no emplea bombo, se le acopla un platillo, un cencerro y se toca de pie.

## Historia
La palabra «timbal» proviene de un cruce entre raíces del idioma latín y árabes.
En Cuba, los timpani de llave, o timbales de concierto, como referencia histórica, llegaron tardíos, en los años 1900. Más adelante, en América, el timbal de concierto cambió de diseño de ollas ovaladas al mismo diseño de los toms, y o redoblante o caja de acero, siendo este su estructura física. Ulpiano Díaz fue el primer timbalero en agregar un cencerro, y en popularizar el abanico. Los golpes básicos en la cáscara del timbal fueron popularizados por Guillermo Barreto. Tito Puente fue el primero en tocar el timbal de pie y realzarlo como instrumento solista.
Las pailas se montan en una base y se acomodan a la altura de la cintura del timbalero. La paila más grande se llama hembra y la pequeña se llama macho. Estos nombres se refieren al sonido que emiten. La hembra produce un sonido más profundo, mientras que el macho produce un sonido más penetrante y agresivo. Usualmente la hembra es un tambor que mide de 14 a 15 pulgadas de diámetro y el macho mide de 13 a 14 pulgadas. Existen versiones más pequeñas del timbal común.
Hoy en día se monta una campana grande, una pequeña y un bloque de madera (woodblock) entre las dos pailas. Estos se usan mayormente para crear patrones básicos que forman parte de los ritmos de la música cubana y caribeña. En la actualidad se espera que el timbalero complemente los patrones rítmicos de ciertos estilos de música añadiendo a su instrumento un bombo y un redoblante de batería.
Este instrumento se toca en géneros musicales tales como música cubana, salsa, cumbia, música tropical latina, latin jazz, Merengue, Bachata, Banda mexicana, además de pop y rock entre otros.

## Técnica
El ejecutante, conocido como timbalero, da una variedad de golpes con palillos y una mano, golpes en los aros y redobles en los parches, para producir un amplio rango de expresión percusiva durante solos y secciones transicionales de la música, y usualmente toca el armazón de los timbales, conocido como «cáscara», como base rítmica.  También utiliza percusión auxiliar, que consta de campana, caja china y platillo, para mantener el tiempo en varias partes de la pieza musical.
Toques en los timbales:
- Tono abierto (parches alto y grave) - se percute al centro, rebotando la baqueta
- Tono cerrado (parches alto y grave) - se percute al centro, presionado con la baqueta
- Aro-parche (rimshot) - se percute en el aro y el parche al mismo tiempo
- Aro (rim) - se percute en el aro
- Cáscara - se percute de lado en el cuerpo del timbal
- De dedo medio - se percute el parche con el dedo, rebotándolo

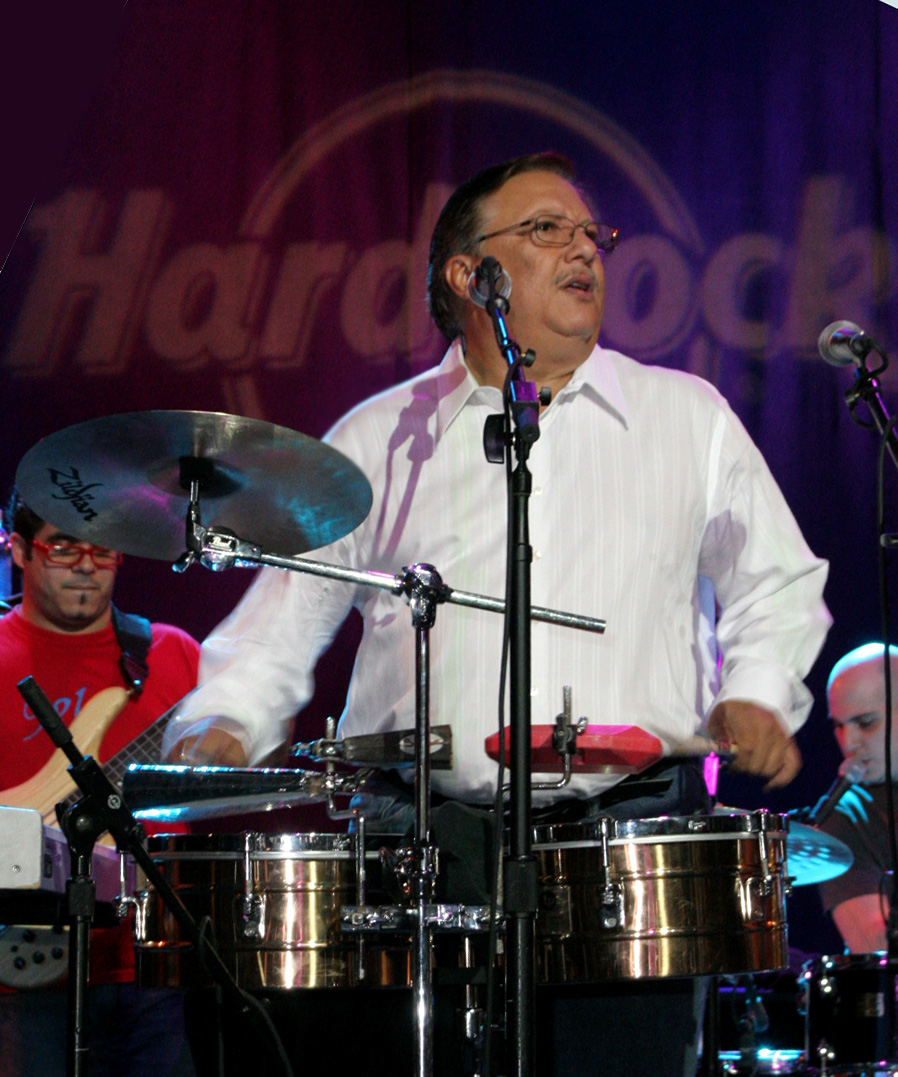
Arturo Sandoval

- De bloque de madera
- De campana